# Port Djema
Port Djema är en fransk-Italiensk-grekisk dramafilm från 1997 i regi av Éric Heumann.

## Roller (urval)
- Jean-Yves Dubois – Pierre Feldman
- Nathalie Boutefeu – Alice
- Christophe Odent – Jérôme Delbos
- Edouard Montoute – Ousman
- Claire Wauthion – syster Marie-Françoise
- Frédéric Pierrot – Antoine Barasse